# ایبور اینگی گونالگسون
ایبور اینگی گونالگسون (به انگلیسی: Eyþór Ingi Gunnlaugsson) (زاده ۲۹ می ۱۹۸۹) خواننده ایسلندی است.
او در مسابقه آواز یوروویژن ۲۰۱۳ نماینده ایسلند بود.